# Alaska Route 2
Die Alaska Route 2 ist eine State Route in Alaska. Sie verläuft von Manley Hot Springs im Interior ostwärts bis zur Grenze Alaskas zum kanadischen Territorium Yukon.
Im Westen beginnt die Route am Ende einer Stichstraße nahe dem Tanana River bei Manley Hot Springs. Dieser Punkt ist gleichzeitig der Beginn des Elliott Highway, dem die Straße vorbei an der Kreuzung mit dem Dalton Highway bei Livengood bis zu seinem Ende bei Fox an der Kreuzung mit dem Steese Highway folgt. Auf diesem verläuft sie dann südwärts nach Fairbanks. Der Steese Highway geht in den Richardson Highway über, dem die Alaska Route 2 bis Delta Junction folgt, wo sie in den Alaska Highway übergeht, der dort sein nordwestliches Ende hat. Im weiteren Verlauf entlang des Alaska Highway passiert die Route die Kreuzungen mit dem Tok Cut-Off in Tok und mit dem Taylor Highway bei Tetlin Junction wenige Kilometer später und geht schließlich an der Grenze zu Kanada in den Yukon Highway 1 über.

Brücke über den Tanana River bei Tok

Eine Verlängerung der Route bis Nome wird seit 2009 diskutiert. Die Verlängerung soll ungefähr 800 km lang sein und 2–3 Milliarden Dollar kosten.